# 어떻게 사랑이 그래요
〈어떻게 사랑이 그래요〉는 이승환이 2006년에 발표한 9집 《Hwantastic》의 타이틀곡이다. 이승환은 이 곡의 모티브를 2006년 5월에 MBC에서 방영된 《휴먼다큐 사랑》 - 〈너는 내 운명〉편을 본 것에서 따왔다고 밝혔다.